# Communauté de communes du Lauragais Montagne Noire
La communauté de communes du Lauragais Montagne Noire est une ancienne communauté de communes française, qui était située dans le département de l'Aude et la région Languedoc-Roussillon.

## Histoire
La communauté de communes du Lauragais Montagne Noire a été dissoute le 1er janvier 2013 et les 8 communes qui la composée ont été réparties de la façon suivante :
- Carlipa, Cenne-Monestiés et Villespy sont entrées dans la nouvelle communauté de communes Piège-Lauragais-Malepère
- Les 5 autres communes ont intégré la nouvelle communauté de communes de Castelnaudary Lauragais Audois

## Composition
À sa dissolution, elle regroupait 8 communes :
- Carlipa
- Cenne-Monestiés
- Issel
- Labécède-Lauragais
- Saint-Papoul
- Verdun-en-Lauragais
- Villemagne
- Villespy